# Nicoletta Persi
(Mabel Bocchi, 30 giugno 2010)
Nicoletta Persi (Monfalcone, 6 dicembre 1935) è un'ex cestista italiana.
Ha vinto dieci scudetti (per un totale di 349 presenze e 3749 punti nella massima serie), partecipato a un mondiale e sei europei e ha giocato 131 gare (906 punti) con la Nazionale italiana.
Dal 2009 è nella Italia Basket Hall of Fame.

## Palmarès
- Campionato italiano: 10 scudetti

- Ginn. Triestina (2) : 1955-56, 1956-57;

- A.P.U. Udine (3): 1958-59, 1959-60, 1960-61, 2º posto in Serie AF 1961-62;
- AP Onda Pavia: 2º posto in Serie AF 1963-64;
- A.S. Vicenza (5): 1964-65, 1965-66, 1966-67, 1967-68, 1968-69